# Décaèdre
En géométrie, un décaèdre est un polyèdre à dix faces. Il y a 32 300 décaèdres topologiquement distincts et aucun n'est régulier.

## Avec des faces régulières
Le tableau suivant présente les principaux décaèdres à faces régulières. Les quatre derniers sont des solides de Johnson.
|                  |                  |                    |                    |                            |                               |
| Prisme octogonal | Antiprisme carré | Coupole octogonale | Diamant pentagonal | Prisme pentagonal augmenté | Icosaèdre tridiminué augmenté |

## Avec des faces irrégulières
Le tableau suivant présente deux exemples de décaèdres à faces irrégulières. Le trapézoèdre pentagonal est souvent utilisé comme dé à 10 faces dans les jeux de rôle.
|                        |                      |
| Trapézoèdre pentagonal | Pyramide ennéagonale |